# Marija Barabanova
Marija Barabanova, in russo Мария Барабанова Павловна? (San Pietroburgo, 3 novembre 1911 – Mosca, 16 marzo 1993), è stata un'attrice sovietica.

## Biografia
Nacque nel 1911 a Pietrogrado in una famiglia operaia. Nel 1927 fu accettata come attrice al Teatro Proletkult di Leningrado, poi trasferita al Teatro della Gioventù di Leningrado. Si diplomò al college di teatro solo nel 1937. Dopo è stata accettata nella compagnia del Teatro della Commedia di Leningrado. 
Ha recitato nel cinegiornale Yeralash e in numerosi film sovietici. Il film più popolare con la sua partecipazione è "Le nuove avventure del gatto con gli stivali ", dove ha interpretato il ruolo principale, poi ha preso parte al film "A proposito di Cappuccetto Rosso", dove ha interpretato il ruolo della seconda nonna malvagia, così come una serie di altri lavori nel cinema.

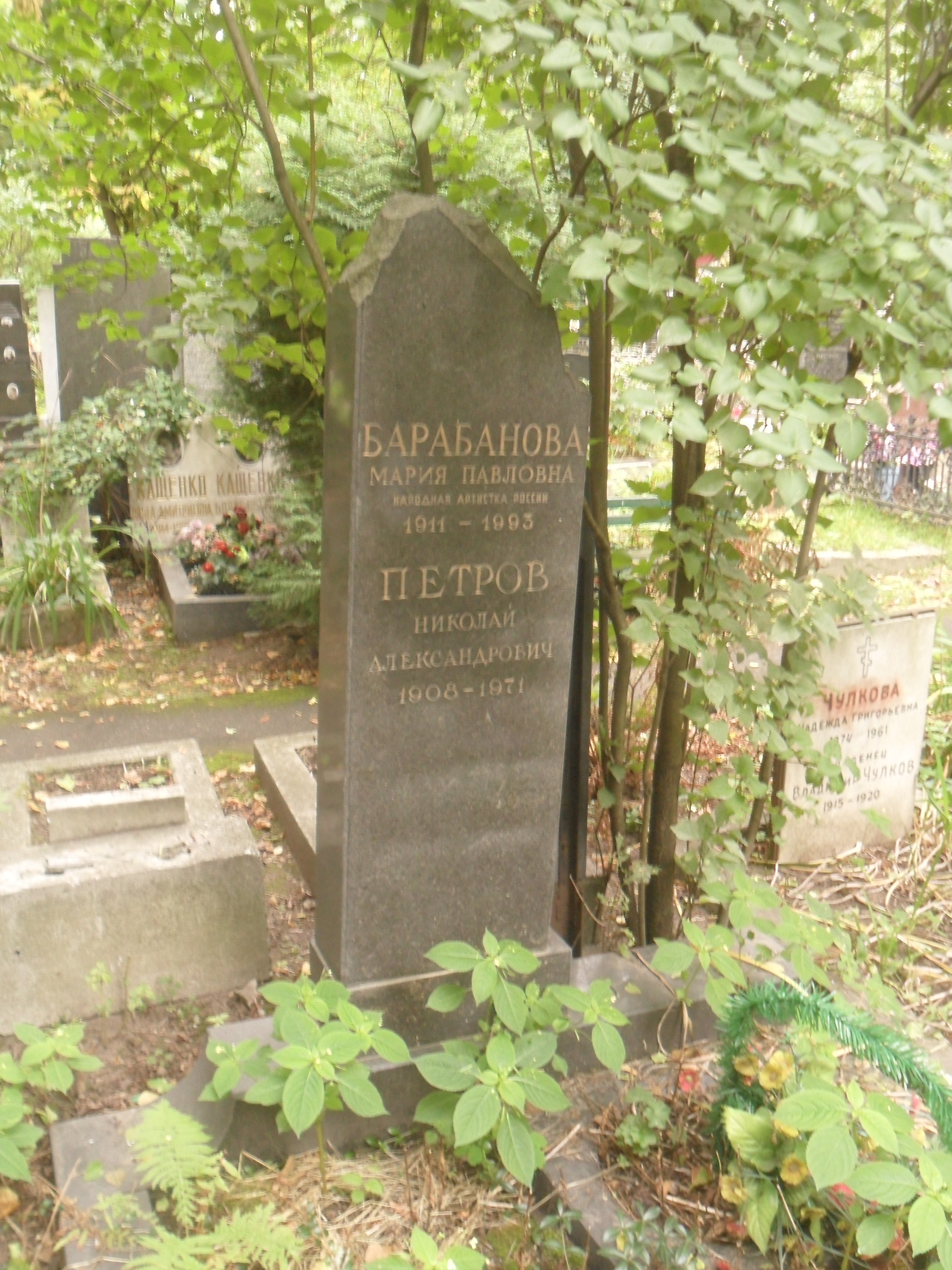
La tomba di Marija Barabanova al cimitero di Novodevich a Mosca

Si è diplomata alla Scuola Superiore di Educazione sotto il Comitato Centrale del PCUS, è stata un'organizzatrice di partito del Comitato Centrale per l'Infanzia ei Giovani intitolato a M. Gorky.
Morì il 7 marzo 1993 a Mosca. Fu sepolta nella quarta sezione del cimitero di Novodevichy.

## Filmografia parziale

### Attrice
- Princ i niščij (1942)
- Posle doždička v četverg (1985)
- Sukiny deti (1990)

## Premi
- Artista onorato della RSFSR
- Artista popolare della RSFSR